# Bitwa pod Wólką i Topilcem

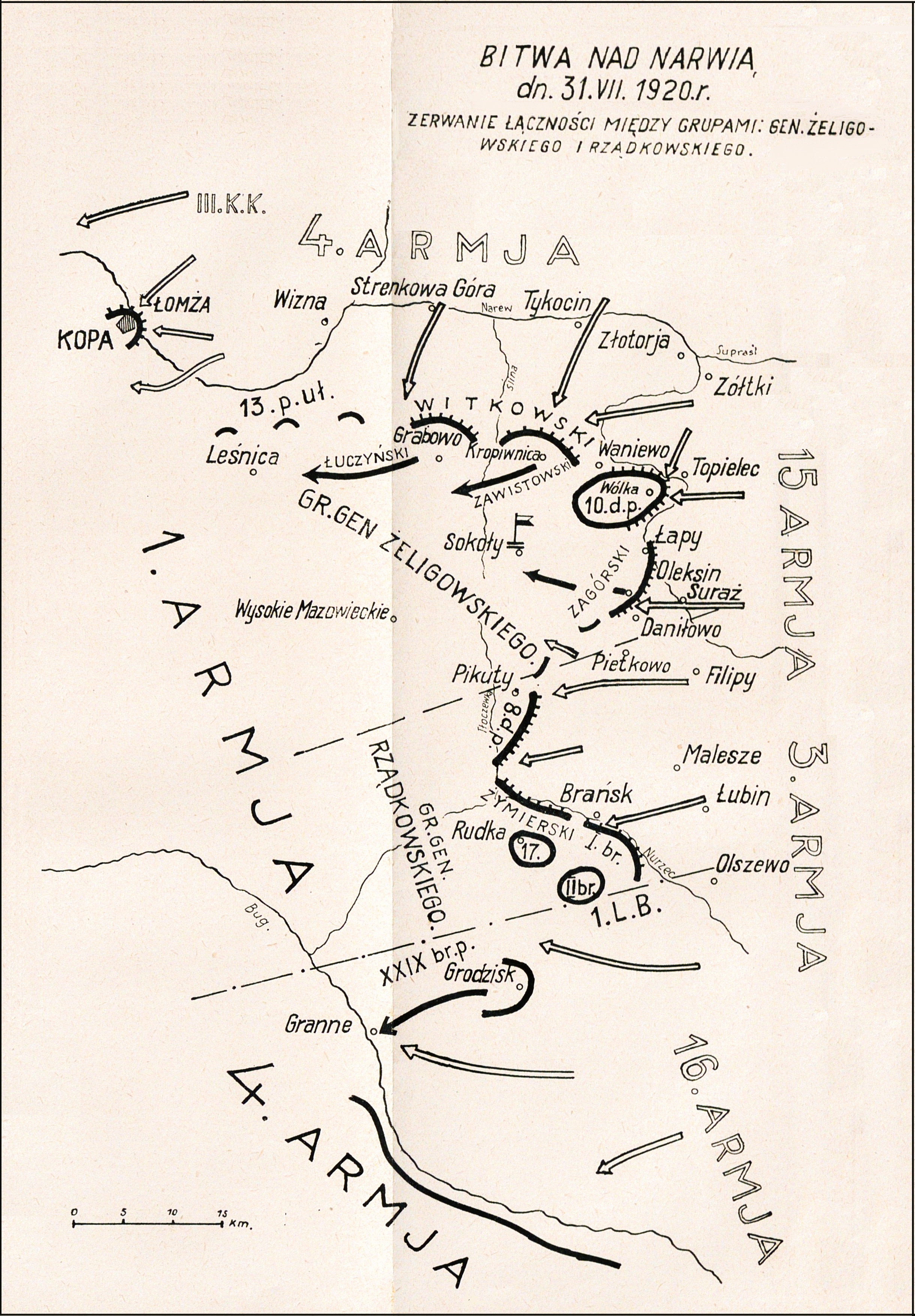
Generał Lucjan Żeligowski, Wojna w roku 1920 – wspomnienia i rozważania

Bitwa pod Wólką i Topilcem – walki polskiej 10 Dywizji Piechoty gen. Lucjana Żeligowskiego z oddziałami sowieckiej 54 Dywizji Strzelców w czasie lipcowej ofensywy Frontu Zachodniego Michaiła Tuchaczewskiego podczas wojny polsko-bolszewickiej.

## Położenie wojsk przed bitwą
W pierwszej dekadzie lipca przełamany został front polski nad Autą, a wojska Frontu Północno-Wschodniego gen. Stanisława Szeptyckiego cofały się pod naporem ofensywy Michaiła Tuchaczewskiego.
Naczelne Dowództwo Wojska Polskiego nakazało powstrzymanie wojsk sowieckiego Frontu Zachodniego na linii dawnych okopów niemieckich z okresu I wojny światowej.
Sytuacja operacyjna, a szczególnie upadek Wilna i obejście pozycji polskich od północy, wymusiła dalszy odwrót wojsk polskich.
1 Armia gen. Gustawa Zygadłowicza cofała się nad Niemen, 4 Armia nad Szczarę, a Grupa Poleska na Kanał Ogińskiego i Pińsk.
Obrona wojsk polskich na linii Niemna i Szczary również nie spełniła oczekiwań. W walce z przeciwnikiem oddziały polskie poniosły duże straty i zbyt wcześnie zaczęły wycofanie na linię Bugu.
W końcu lipca Front Północno-Wschodni znajdował się w odwrocie na linię Bugu i Narwi. Grupa gen. Władysława Junga została zepchnięta za Narew, a grupa gen. Daniela Konarzewskiego stała między Prużaną a Berezą Kartuską. Między obiema grupami, podległymi 4 Armii, wytworzyła się kilkudziesięciokilometrowa luka, w którą wtargnęły sowieckie 2 i 17 Dywizje Strzelców. Po obu stronach linii kolejowej Łuniniec – Brześć cofała się Grupa Poleska gen. Władysława Sikorskiego. Odwrót wojsk gen. Sikorskiego nie był wymuszony działaniami przeciwnika, ale wydarzeniami na północnym odcinku frontu.
Plan polskiego Naczelnego Dowództwa zakładał, że 1. i 4 Armia oraz Grupa Poleska do 5 sierpnia będą bronić linii Narew – Orlanka oraz Leśna – Brześć i w ten sposób umożliwią przygotowanie kontrofensywy z rejonu Brześcia na lewe skrzydło wojsk Frontu Zachodniego Michaiła Tuchaczewskiego. Rozstrzygającą operację na linii Bug, Ostrołęka, Omulew doradzał też gen. Maxime Weygand.
Warunkiem powodzenia było utrzymanie posiadającej wielkie znaczenie strategiczne Twierdzy Brzeskiej oraz pobicie 1 Armii Konnej Siemiona Budionnego, co umożliwiłoby ściągnięcie nad Bug części sił polskich z Galicji.
28 lipca Front Północno-Wschodni był nadal w odwrocie. 1 Armia opuściła Białystok i wycofała się na linię Narwi. Na lewym skrzydle polskiego frontu sowiecki III Korpus Kawalerii Gaja Gaja nadal parł na zachód, dochodząc aż pod Łomżę. Zagrożone zostało zarówno skrzydło, jak i tyły 1 Armii. W tym czasie zarówno dowódca armii, jak i dowódca frontu, nie posiadali znaczących odwodów operacyjnych.
29 lipca oddziały grupy gen. Lucjana Żeligowskiego w składzie 8. i 10 Dywizja Piechoty zakończyły obsadzanie linii frontu na Narwi.

## Walki pod Wólką i Topilcem
30 lipca sowiecka  54 Dywizja Strzelców sforsowała Narew pod Topilcem i jej pułki ruszyły na południe. Pod Wólką zagarnęły baterię 10 pułku artylerii ciężkiej, opanowały miejscowość i podeszły pod Łupiankę Starą i tym samym zagroziły przerwaniem frontu obrony 10 Dywizji Piechoty. Dowódca dywizji zdecydował wyprowadzić kontratak dwoma batalionami 30 pułku piechoty i III batalionem 41 pułku piechoty. Początkowo bataliony 30 pułku piechoty nie zdołały odrzucić przeciwnika, wręcz same zostały otoczone w zakolu Narwi. Wysłany z odsieczą III/41 pułku piechoty kpt. Wacława Wilniewczyca zajął wzniesienie między Wólką a Topilcem i stąd uderzył na stanowiące pierścień okrążenia oddziały sowieckiej 54 DS. Jego 9 kompania por. Ludwika Smolenia uderzyła na Wólkę, 10 kompania por. Józefa Maciejowskiego na Topilec, a 11 kompania por. Krupińskiego i 12 kompanie por. Kazimierza Rutkowskiego wzdłuż drogi na Bokiny. Piechurów wspierała z okolicznych wzgórz batalionowa kompania ciężkich karabinów maszynowych por. Adolfa Galinowskiego. Atak II/41 pp spowodował, że do natarcia ruszyły też bataliony 30 pp.
Po krótkiej walce oddziały sowieckie zaczęły bezładnie cofać się za Narew, a Polacy obsadzili utracone rano stanowiska nad rzeką. Jednak w rejonie Wólki pododdziały sowieckich 481 i 486 pułku strzelców utrzymały przyczółek na lewym brzegu Narwi. Dowództwo polskiej 10 DP zamierzało zlikwidować sowiecki przyczółek uderzeniem  batalionów 30 pp oraz III Krakowskiego batalionu etapowego. Planowany kontratak nie doszedł do skutku, bowiem w batalionie etapowym i bateriach artylerii zabrakło amunicji do karabinów i armat. W tej sytuacji ograniczono się tylko do obrony.
Nocą z 30 na 31 lipca dowództwo sowieckiej 15 Armii uporządkowało pułki na przyczółku i zasiliło je żołnierzami z formacji tyłowych. Tak wzmocnione oddziały sowieckie o świcie 31 lipca uderzyły na polskie jednostki skoncentrowane nad Narwią i stopniowo rozszerzały przyczółek. Mimo wzmocnienia na tym kierunku wyczerpanych walkami oddziałów XX Brygady Piechoty jednostkami XIX BP, Sowieci zmusili centrum polskiej 10 DP do cofnięcia się na wzgórza na zachód od Łupianki Starej.
Około 23.00 dowódca 10 Dywizji Piechoty pokonał trudności logistyczne i wyprowadził kontratak. Sowiecka 54 DS poniosła wysokie straty i rozpoczęła odwrót.
Jednak ogólne położenie na froncie uniemożliwiło Polakom wykorzystanie  sukcesu taktycznego. Nocą z 31 lipca na 1 sierpnia grupa gen. Żeligowskiego, zgodnie z rozkazem Naczelnego Dowództwa, rozpoczęła odwrót na linię Śliny.